# Holenyschtschewe (Kamjanez-Podilskyj)
Holenyschtschewe (ukrainisch Голенищеве; russisch Голенищево Golenischtschewo) ist ein Dorf im Westen der ukrainischen Oblast Chmelnyzkyj mit etwa 400 Einwohnern (2004).

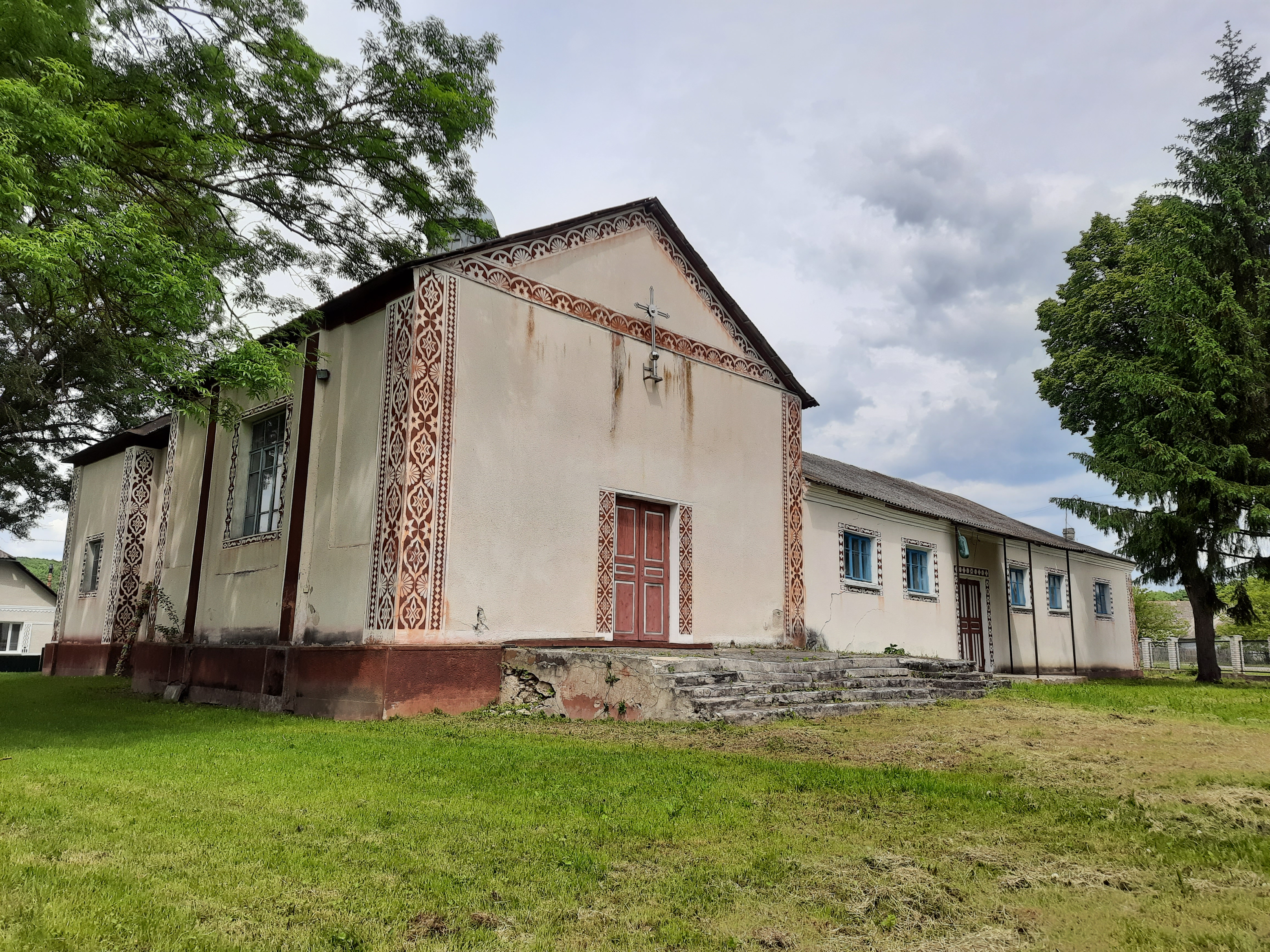
Kirche im Ort

Die 1493 erstmals erwähnte Ortschaft liegt am Ufer des Sbrutsch an der Grenze zur Oblast Ternopil 21 km nordwestlich vom ehemaligen Rajonzentrum Tschemeriwzi und etwa 85 km südwestlich der Oblasthauptstadt Chmelnyzkyj.
Östlich von Holenyschtschewe liegt das 66 Hektar große Landschaftsschutzgebiet Welyka i Mala Buhajichy mit dem Welyka Buhajicha, dem mit 409 m höchsten Berg der Oblast.
Am 12. Juni 2020 wurde das Dorf ein Teil der neugegründeten Siedlungsgemeinde Sakupne, bis dahin bildete es zusammen mit dem Dorf Romaniwka (Романівка) die gleichnamige Landratsgemeinde Holenyschtschewe (Голенищівська сільська рада/Holenyschtschiwska silska rada) im Westen des Rajons Tschemeriwzi.
Am 17. Juli 2020 kam es im Zuge einer großen Rajonsreform zum Anschluss des Rajonsgebietes an den Rajon Kamjanez-Podilskyj.